# Katzwinkel (See)
Der Katzwinkel ist ein neun Hektar umfassender dystroph/eutropher Flachsee in Stücken, einem Ortsteil der brandenburgischen Gemeinde Michendorf im Landkreis Potsdam-Mittelmark. Er liegt rund 23 Kilometer südwestlich von Berlin im Naturpark Nuthe-Nieplitz am Westrand des Saarmunder Endmoränenbogens, einem Ostausläufer der Zauche. Der Moorsee entstand Ende der 1980er-Jahre durch Austorfung.

## Naturraum
Der Katzwinkel liegt zwischen den Dorfkernen von Stücken und Fresdorf in der weichselglazialen, sumpfigen Niederung des Mühlenfließes. Der Fresdorfer Arm des Fließes entwässerte bis in die 1920er-Jahre den Fresdorfer See über den wiedervernässten Katzwinkel und den Bauernteich in den Königsgraben, der der Nuthe zufließt. Südlich des Katzwinkels vereinigt sich der Fresdorfer mit dem Kähnsdorfer Arm des Mühlenfließes. Der Kähnsdofer Arm entwässerte über den Kähnsdorfer See den Großen Seddiner See, einen 218 Hektar umfassenden Rinnenbeckensee. Aufgrund gesunkener Grundwasserstände und Verlandungsprozesse der Seen führt das Mühlenfließ nur noch selten Wasser. Östlich der Mühlenfließniederung erheben sich die Südausläufer des Saarmunder Endmoränenbogens, der die Zauche zur Nuthe-Nieplitz-Niederung, dem Kerngebiet des Naturparks Nuthe-Nieplitz, begrenzt.

## Ökologie

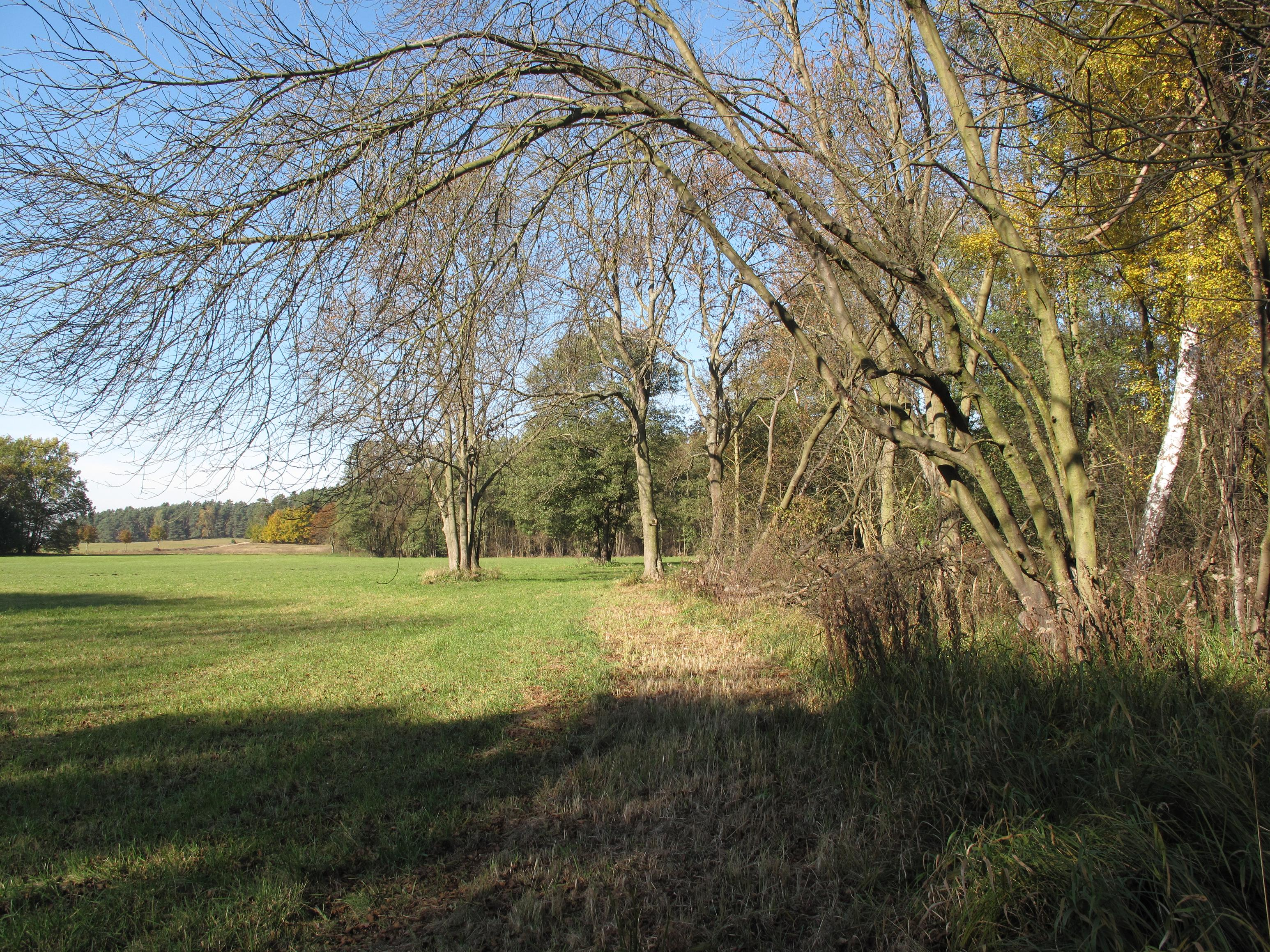
Landschaft mit Feuchtwiese am Westufer

Der in den 1980er-Jahren ausgetorfte Flachsee umfasst 9 Hektar. Seine maximale Tiefe beträgt 2,5 Meter, die mittlere Tiefe 1,5 Meter. Im Trophiesystem wird der Katzwinkel als eutroph (Trophiestufe III) charakterisiert. Sein Huminstoffgehalt führt zu einer leicht braunen Eigenfärbung des dystrophen Gewässers. Seine Umgebung und Uferbereiche prägen Erlenbrüche und Feuchtwiesen. Der Röhrichtgürtel ist nur schwach ausgeprägt. Der Moorsee verfügt über mehrere kleine Inseln, die bei seiner Austorfung als Brutinseln für Wasservögel gezielt angelegt wurden. Insbesondere Graugänse und Höckerschwäne nutzen den Katzwinkel als Brutgebiet, Graugänse auch als Schlafplatz.
Der See liegt zwar nicht in der angrenzenden Nuthe-Nieplitz-Niederung, zählt aber zum Naturschutzgebiet Nuthe-Nieplitz-Niederung. Über die Festlegungen des Naturschutzgebietes hinaus ist der Katzwinkel besonders geschützt – der Zutritt zum See und zu seiner Umgebung ist verboten. Rund 100 Meter westlich führt der Wanderweg zwischen Stücken und dem Kähnsdorfer See parallel am langgestreckten Katzwinkel-Areal entlang. Der sandige Weg ist Teil der 66-Seen-Regionalparkroute (Tour 16), einem Wanderweg rings um Berlin.